# Argie fille d'Adraste
Pour les articles homonymes, voir Argie, Argia et Argia (goélette).
Dans la mythologie grecque, Argie ou Argia (en grec ancien Ἀργεία / Argeía), fille d'Adraste, est l'épouse de Polynice.
Elle est célèbre par la tendresse qu'elle porte à son époux. Après la défaite des Sept chefs qui périrent devant Thèbes, elle va avec Antigone, sa belle-sœur, rendre à Polynice les derniers devoirs, et est, comme elle, mise à mort par ordre de Créon.